# Julian Grobelny
Julian Grobelny (Brzeziny, 16 febbraio 1893 – Mińsk Mazowiecki, 5 dicembre 1944) è stato un attivista polacco del Partito Socialista Polacco dal 1915, in vista del ritorno della Polonia all'indipendenza.
Dopo l'invasione tedesco-sovietica della Polonia nel 1939 e il conseguente Olocausto, divenne presidente dell'organizzazione clandestina Żegota attiva nel territorio del Governatorato Generale della Polonia occupata. L'organizzazione clandestina prende il nome da un personaggio immaginario Konrad Żegota nato il giorno esatto del suo inizio nel 1942. Grobelny servì come presidente di Żegota fino alla fine delle ostilità.

## Biografia
Nato a Brzeziny, a circa 20 chilometri a est di Łódź, Grobelny ha preso parte alle rivolte della Slesia e ha lavorato come attivista tra i lavoratori di Łódź nella Seconda Repubblica di Polonia prima che scoppiasse la guerra. Non appena i nazisti entrarono in città, i Grobelnys si trovarono elencati come nemici del Terzo Reich; si è nascosto e si è trasferito a Varsavia.

### Salvataggio degli ebrei
Nonostante soffrisse di tubercolosi, Grobelny, insieme a sua moglie Halina (nata nel 1900), fu personalmente coinvolto nel salvataggio di un gran numero di ebrei polacchi durante l'occupazione tedesca della Polonia. La coppia era famosa per la sua preoccupazione di salvare dall'Olocausto i bambini, in particolare ebrei, entrando nel ghetto di Varsavia e uscendo con loro come se fossero i propri. Ospitavano più di una dozzina di attivisti ebrei del PPS in casa loro e lavoravano in stretta collaborazione con Irena Sendler, capo della sezione dei bambini di Zegota. Julian (pseudonimo "Trojan") e Halina hanno trasformato la loro modesta casa a Cegłów vicino a Mińsk Mazowiecki in un rifugio temporaneo per gli ebrei fino a quando non potessero essere trasferiti in un luogo permanente. Hanno offerto protezione a chi ne aveva più bisogno, specialmente a coloro che sono fuggiti dal ghetto di Varsavia. I Grobelny hanno dedicato la maggior parte del loro tempo e delle loro energie all'opera di soccorso, ma hanno anche aiutato gli ebrei adulti fornendo loro documenti, denaro e medicine "ariane".

## L'arresto
Nel marzo 1944, la Gestapo arrestò Grobelny senza sapere del suo lavoro clandestino. È sopravvissuto, grazie all'aiuto degli amici medici, il dottor Z. Franio, il dottor M. Ropek, il dottor J. Majkowski e il dottor J. Rutkiewicz che lo stavano aiutando in prigione. Subito dopo la fine della guerra, Grobelny divenne sindaco di Mińsk Mazowiecki, dove aveva sede il ghetto di Mińsk Mazowiecki nella Polonia occupata dai tedeschi (non lontano da Varsavia), ma vi morì di tubercolosi il 5 dicembre 1944. È sepolto nel cimitero di Mińsk Mazowiecki. I nomi di Julian e Halina Grobelny figurano in modo prominente nei libri sugli aiuti umanitari agli ebrei di Varsavia durante l'occupazione. L'8 marzo 1987 Yad Vashem ha riconosciuto Halina e Julian Grobelny come Giusti tra le nazioni.